# Marckolsheim
Marckolsheim [maʁkɔlsaim] est une commune française située dans la circonscription administrative du Bas-Rhin et, depuis le 1er janvier 2021, dans le territoire de la Collectivité européenne d'Alsace, en région Grand Est.
Cette commune se trouve dans la région historique et culturelle d'Alsace.
Ses habitants sont appelés les Marckolsheimois et les Marckolsheimoises.

## Géographie

### Localisation
Le canton dont Marckolsheim est le chef-lieu est entièrement situé en plaine. Bordé de sa forêt domaniale au sud et à l'est, son ban longe le Rhin.
Une ancienne voie romaine dite Heidenstraessel (« la ruelle des Païens ») passe à l'ouest parallèlement au Rhin.
Marckolsheim est une étape sur la Véloroute Rhin EV 15 (1 320 km) qui relie la source du Rhin, située à Andermatt en Suisse, à son embouchure à Rotterdam.

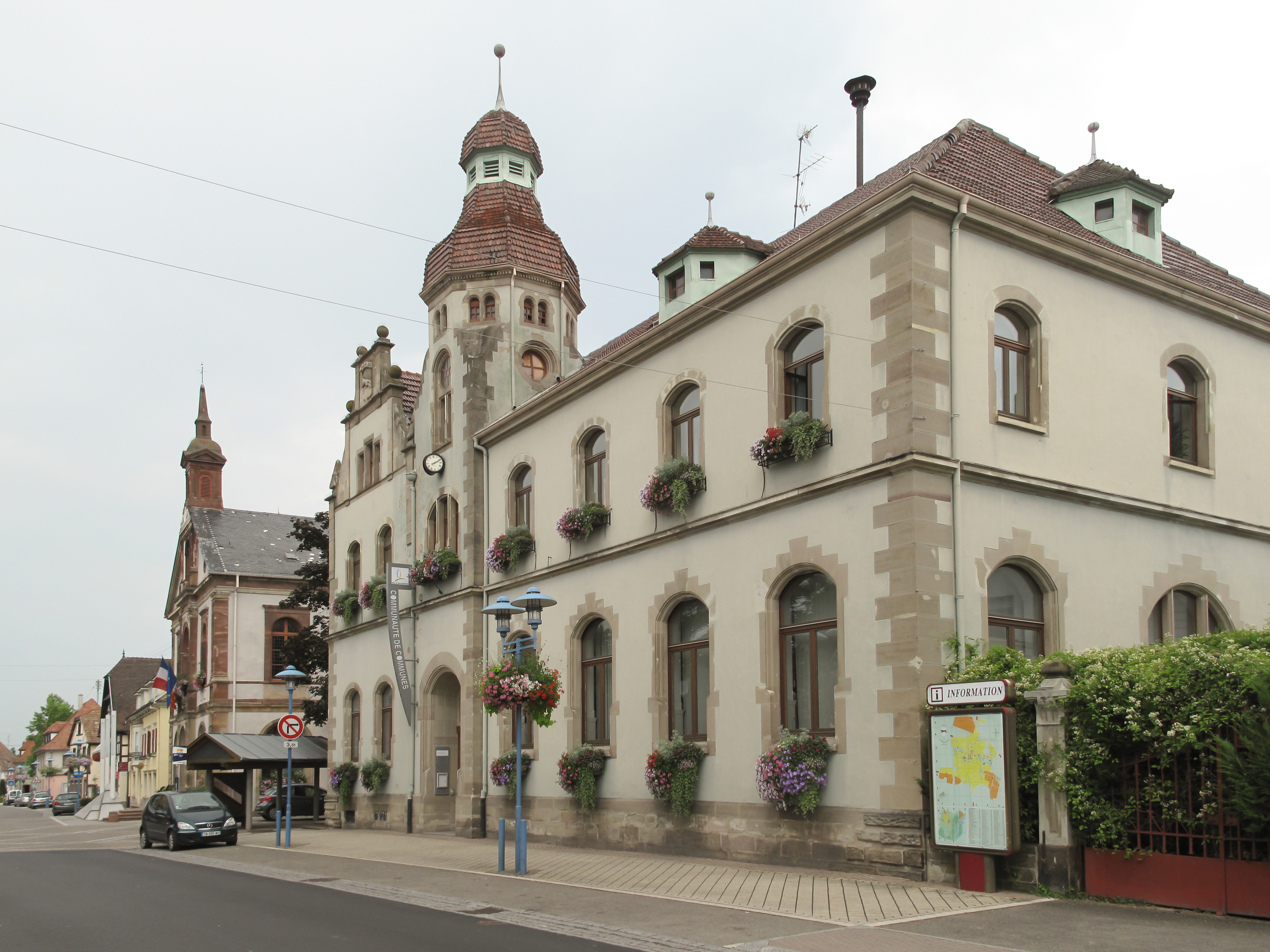
Vue de la rue du Maréchal-Foch près de l'hôtel de ville.

### Communes limitrophes
| Ohnenheim             | Mackenheim   |                        |
| Elsenheim             | Marckolsheim | Sasbach am Kaiserstuhl |
| Grussenheim, Jebsheim | Artzenheim   |                        |

### Hydrographie

#### Réseau hydrographique
La commune est dans le bassin versant du Rhin au sein du bassin Rhin-Meuse. Elle est drainée par le canal du Rhone au Rhin, le Grand canal d'Alsace, le Rhin, le ruisseau le Muhlbach de Schoenau, le ruisseau l'Ischert, le ruisseau le Brunnenwasser et le ruisseau le Saulach,.
Le canal du Rhône au Rhin, d'une longueur de 133 km, relie la Saône, affluent navigable du Rhône, au Rhin, par la vallée du Doubs et son prolongement en Haute Alsace jusqu'à Niffer sur le Rhin, un autre prolongement rejoignant Strasbourg par la canalisation de l'Ill.
Le Grand canal d'Alsace, d'une longueur de 93 km, prend sa source dans la commune de Schœnau et se jette  dans 0 à Erstein, après avoir traversé 31 communes.
Le Rhin, long de 1 233 km est le plus long fleuve se déversant dans la mer du Nord et de l'une des voies navigables les plus fréquentées du monde. Il traverse la Suisse, l'Autriche, l'Allemagne et les Pays-Bas et marque la frontière entre l'Allemagne et la France.
Le Muhlbach de Schoenau, d'une longueur de 31 km, prend sa source dans la commune de Biesheim et se jette  dans la canal d'alimentation du Bassin de Plobsheim à Sundhouse, après avoir traversé dix communes.

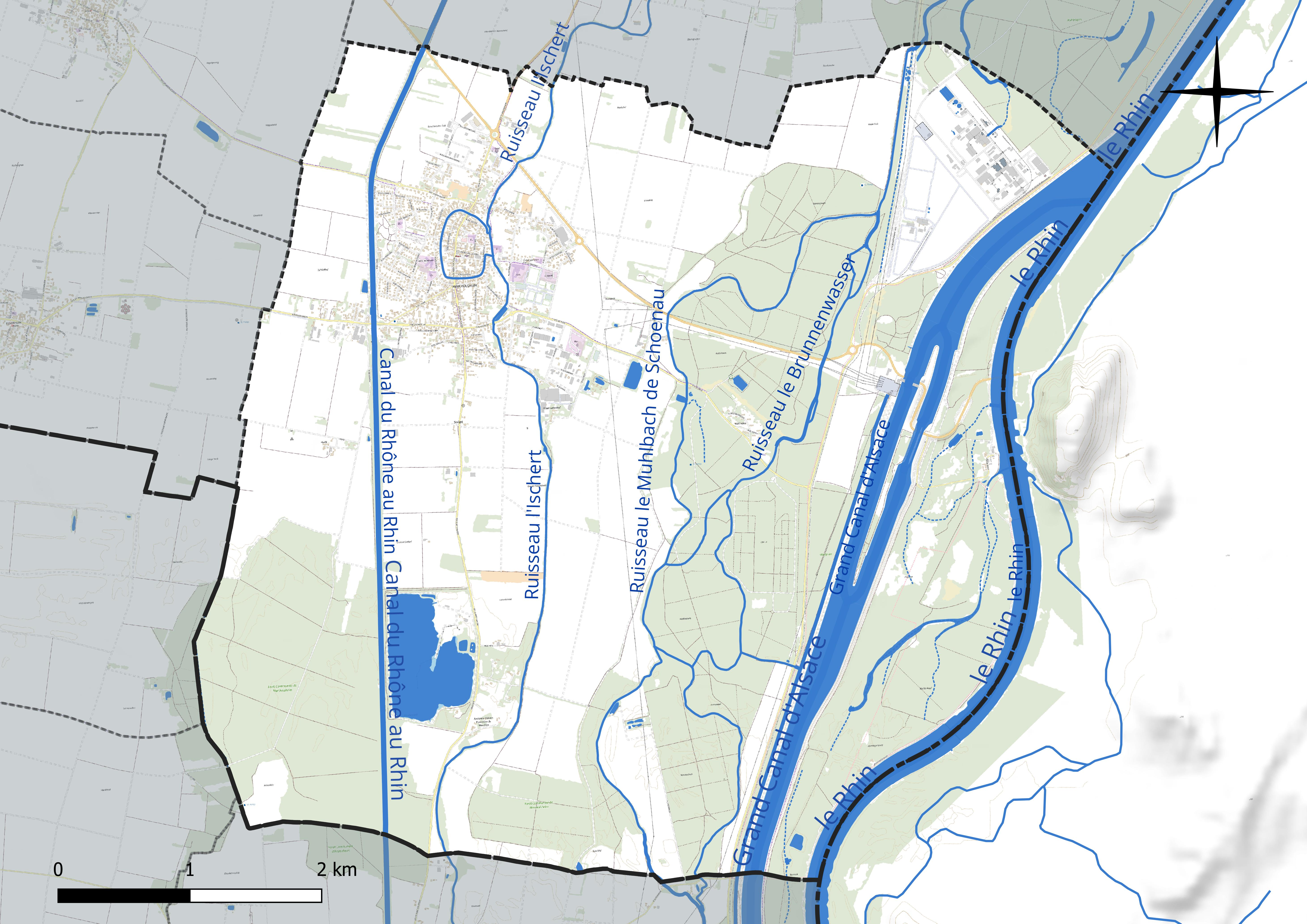
Réseau hydrographique de Marckolsheim.

L'Ischert, d'une longueur de 26 km, prend sa source dans la commune de Artzenheim et se jette  dans la canal d'alimentation du Bassin de Plobsheim à Diebolsheim, après avoir traversé onze communes.

#### Gestion et qualité des eaux
Le territoire communal est couvert par le schéma d'aménagement et de gestion des eaux (SAGE) « Ill Nappe Rhin ». Ce document de planification concerne la nappe phréatique rhénane, les cours d'eau de la plaine d'Alsace et du piémont oriental du Sundgau, les canaux situés entre l'Ill et le Rhin et les zones humides de la plaine d'Alsace. Le périmètre s’étend sur 3 596 km2. Il a été approuvé le 17 janvier 2005. La structure porteuse de l'élaboration et de la mise en œuvre est la région Grand Est.
La qualité des cours d’eau peut être consultée sur un site dédié géré par les agences de l’eau et l’Agence française pour la biodiversité.

### Climat
Pour des articles plus généraux, voir Climat du Grand Est et Climat du Bas-Rhin.
En 2010, le climat de la commune est de type climat océanique altéré, selon une étude du Centre national de la recherche scientifique s'appuyant sur une série de données couvrant la période 1971-2000. En 2020, Météo-France publie une typologie des climats de la France métropolitaine dans laquelle la commune est exposée à un climat semi-continental et est dans la région climatique  Alsace, caractérisée par une pluviométrie faible, particulièrement en automne et en hiver, un été chaud et bien ensoleillé, une humidité de l’air basse au printemps et en été, des vents faibles et des brouillards fréquents en automne (25 à 30 jours).
Pour la période 1971-2000, la température annuelle moyenne est de 10,5 °C, avec une amplitude thermique annuelle de 17,8 °C. Le cumul annuel moyen de précipitations est de 577 mm, avec 7,7 jours de précipitations en janvier et 9,2 jours en juillet. Pour la période 1991-2020, la température moyenne annuelle observée sur la station météorologique de Météo-France la plus proche, « Selestat Sa », sur la commune de Sélestat à 13 km à vol d'oiseau, est de 11,4 °C et le cumul annuel moyen de précipitations est de 621,1 mm. 
La température maximale relevée sur cette station est de 39,3 °C, atteinte le 13 août 2003 ; la température minimale est de −17 °C, atteinte le 20 décembre 2009,,.
Les paramètres climatiques de la commune ont été estimés pour le milieu du siècle (2041-2070) selon différents scénarios d'émission de gaz à effet de serre à partir des nouvelles projections climatiques de référence DRIAS-2020. Ils sont consultables sur un site dédié publié par Météo-France en novembre 2022.

## Urbanisme

### Typologie
Au 1er janvier 2024, Marckolsheim est catégorisée bourg rural, selon la nouvelle grille communale de densité à sept niveaux définie par l'Insee en 2022.
Elle appartient à l'unité urbaine de Marckolsheim, une unité urbaine monocommunale constituant une ville isolée,. Par ailleurs la commune fait partie de l'aire d'attraction de Marckolsheim, dont elle est la commune-centre,. Cette aire, qui regroupe 4 communes, est catégorisée dans les aires de moins de 50 000 habitants,.

### Occupation des sols

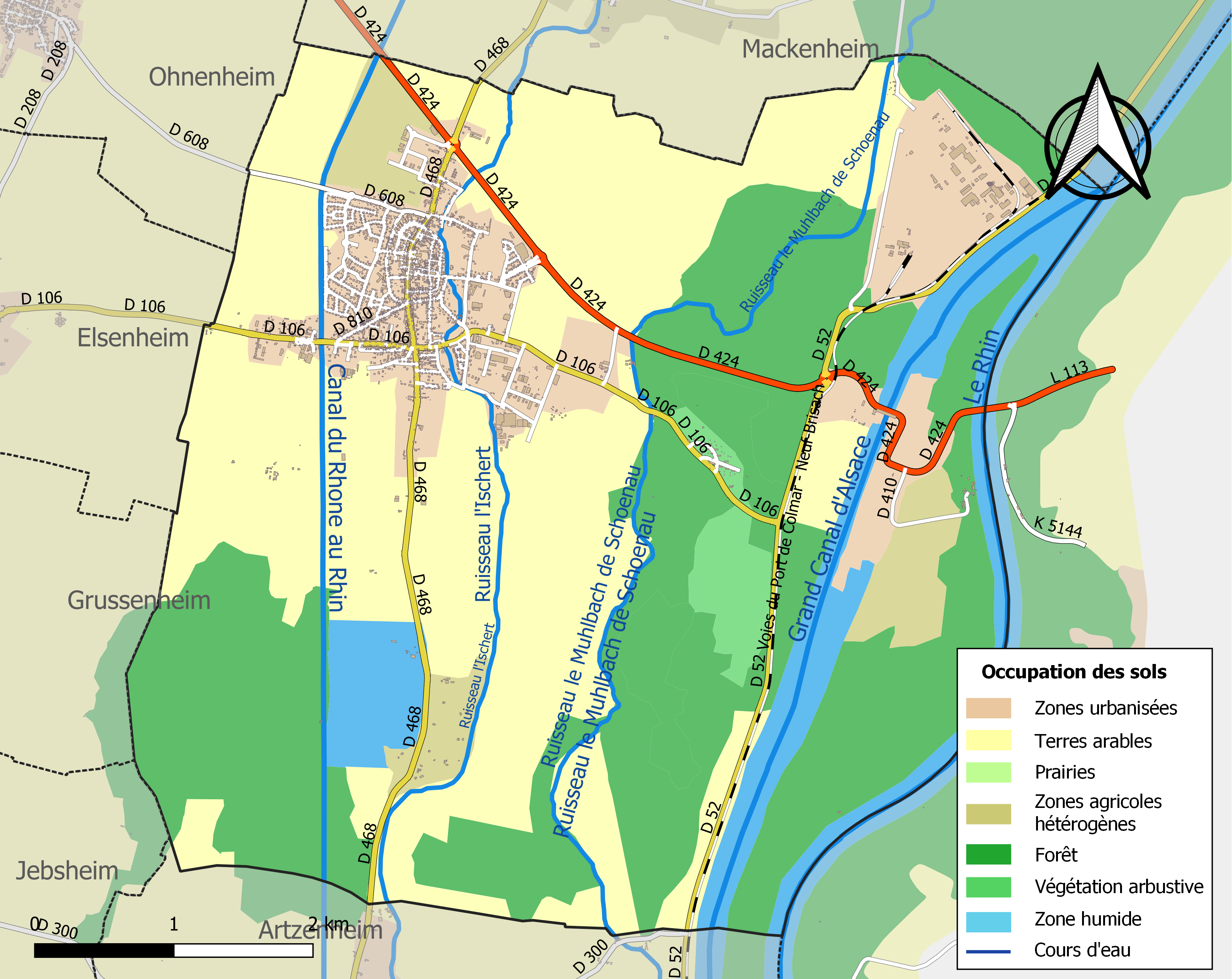
Carte des infrastructures et de l'occupation des sols de la commune en 2018 (CLC).

L'occupation des sols de la commune, telle qu'elle ressort de la base de données européenne d’occupation biophysique des sols Corine Land Cover (CLC), est marquée par l'importance des territoires agricoles (42 % en 2018), en diminution par rapport à 1990 (45,4 %). La répartition détaillée en 2018 est la suivante : terres arables (37,6 %), forêts (34 %), eaux continentales (8,5 %), zones urbanisées (7,7 %), zones industrielles ou commerciales et réseaux de communication (5,1 %), zones agricoles hétérogènes (4,3 %), milieux à végétation arbustive et/ou herbacée (1,9 %), espaces verts artificialisés, non agricoles (0,9 %). L'évolution de l’occupation des sols de la commune et de ses infrastructures peut être observée sur les différentes représentations cartographiques du territoire : la carte de Cassini (XVIIIe siècle), la carte d'état-major (1820-1866) et les cartes ou photos aériennes de l'IGN pour la période actuelle (1950 à aujourd'hui).

## Histoire
Ancien chef-lieu du bailliage, Marckolsheim serait située sur un site où une ville existait à l'époque romaine. La présence de tombes mérovingiennes atteste la présence d'une civilisation du lieu. Le village était d'abord la propriété de la famille des Habsbourg qui le cédèrent en 1294 à l'évêché de Strasbourg moyennant 400 marcs d'argent.
En 1299, l'empereur Albrecht de Habsbourg (ou Albert Ier) accorda à la cité le statut de ville dont jouissait alors aussi Schlestadt (Sélestat). Des remparts furent construits du temps de l'empereur Louis V de Bavière et, vers la même époque, l'évêque Berthold II y construisit un château qui fut pris en 1444 par les troupes du dauphin et en 1632 par les Impériaux.
Le 1er septembre 1939, au déclenchement de la Seconde Guerre mondiale, la population civile de Marckolsheim fut évacuée dans le Périgord noir, au Bugue, où elle resta jusqu'en octobre 1940. Lors de l'attaque allemande en juin 1940, la ville fut en partie détruite.

### La cité paysanne durant l'annexion allemande des années 1940
La cité paysanne de Marckolsheim est l'un des rares exemples subsistants de l'urbanisme nazi, le seul de ce type en France.
On y trouve trois types de bâtiments : de grandes fermes héréditaires destinées à être transmises de génération en génération sur des critères raciaux, politiques et de capacité de production agricole, des fermes plus petites destinées à des paysans locataires, et de petites maisons pour les ouvriers employés par les fermiers. La hiérarchie sociale du Reich s'inscrit ainsi dans la pierre.
La ville entière, détruite à 80 % lors des combats de 1940, devait être reconstruite sur ce modèle. Seule une partie du projet a été réalisé.
Les 14 maisons de l'ensemble ont été classées monument historique en 2012.

## Politique et administration

### Liste des maires
| Période                                  | Période                   | Identité                                                   | Étiquette    | Qualité |
| ---------------------------------------- | ------------------------- | ---------------------------------------------------------- | ------------ | --- |
| Les données manquantes sont à compléter. |                           |                                                            |              | |
| 1945                                     | mai 1953                  | René Miss                                                  |              | |
| mai 1953                                 | mars 1965                 | Auguste Wendling                                           |              | |
| mars 1965                                | 1972                      | Eugène Klein                                               |              | |
| 1972                                     | octobre 1974 (démission)  | Gérard Werny                                               |              | Entrepreneur |
| octobre 1974                             | mars 2008                 | Léon Siegel                                                | DVD          | Docteur vétérinaire, maire honoraire Président de la CC de Marckolsheim et environs (? → 2008)                                                                          |
| mars 2008                                | En cours (au 31 mai 2020) | Frédéric Pfliegersdoerffer, Réélu pour le mandat 2020-2026 | UMP puis UDI | Enseignant Conseiller régional du Grand Est (2015 → ) Président de la CC de Marckolsheim et environs (2008 → 2012) Président de la CC du Ried de Marckolsheim (2012 → ) |

### Jumelages

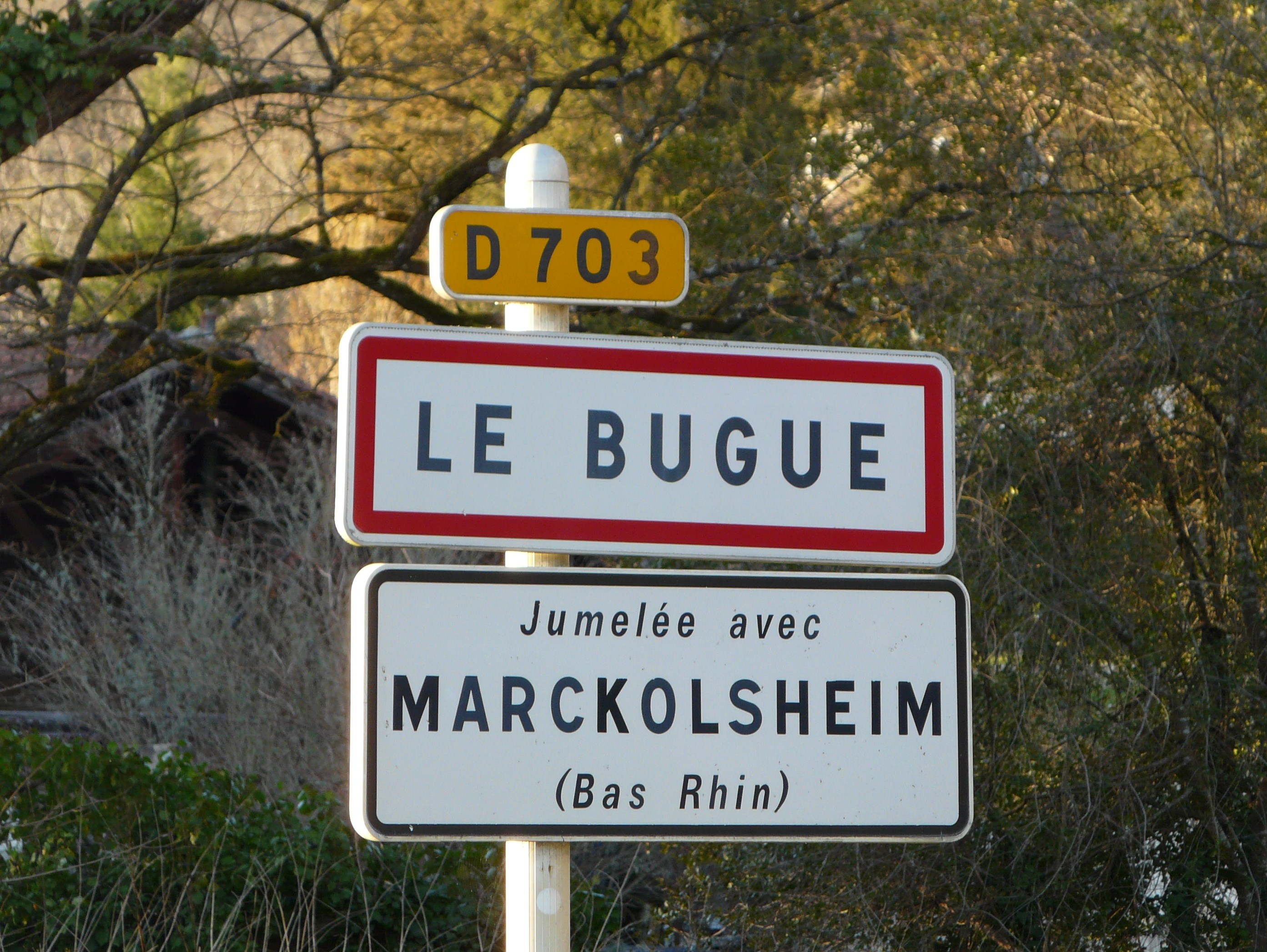
Panneau de jumelage du Bugue.

Marckolsheim est jumelée avec la ville du Bugue (Dordogne) depuis le 3 mai 1986 (jumelage impulsé par les maires Léon Siegel et Gérard Fayolle).

## Population et société

### Démographie
L'évolution du nombre d'habitants est connue à travers les recensements de la population effectués dans la commune depuis 1793. Pour les communes de moins de 10 000 habitants, une enquête de recensement portant sur toute la population est réalisée tous les cinq ans, les populations de référence des années intermédiaires étant quant à elles estimées par interpolation ou extrapolation. Pour la commune, le premier recensement exhaustif entrant dans le cadre du nouveau dispositif a été réalisé en 2006.

En 2022, la commune comptait 4 384 habitants, en évolution de +5,84 % par rapport à 2016 (Bas-Rhin : +3,17 %, France hors Mayotte : +2,11 %).
| 1793  | 1800  | 1806  | 1821  | 1831  | 1836  | 1841  | 1846  | 1851  |
| ----- | ----- | ----- | ----- | ----- | ----- | ----- | ----- | ----- |
| 1 510 | 1 453 | 1 783 | 1 994 | 2 344 | 2 312 | 2 327 | 2 518 | 2 511 |

| 1856  | 1861  | 1866  | 1871  | 1875  | 1880  | 1885  | 1890  | 1895  |
| ----- | ----- | ----- | ----- | ----- | ----- | ----- | ----- | ----- |
| 2 515 | 2 499 | 2 517 | 2 393 | 2 234 | 2 296 | 2 256 | 2 193 | 2 223 |

| 1900  | 1905  | 1910  | 1921  | 1926  | 1931  | 1936  | 1946  | 1954  |
| ----- | ----- | ----- | ----- | ----- | ----- | ----- | ----- | ----- |
| 2 233 | 2 186 | 2 113 | 2 012 | 1 895 | 2 024 | 1 810 | 1 651 | 1 749 |

| 1962  | 1968  | 1975  | 1982  | 1990  | 1999  | 2006  | 2011  | 2016  |
| ----- | ----- | ----- | ----- | ----- | ----- | ----- | ----- | ----- |
| 4 627 | 3 328 | 2 779 | 3 124 | 3 306 | 3 614 | 4 130 | 4 195 | 4 142 |

| 2021  | 2022  | - | - | - | - | - | - | - |
| ----- | ----- | - | - | - | - | - | - | - |
| 4 309 | 4 384 | - | - | - | - | - | - | - |

Le pic observé autour de 1960 correspond à l'arrivée massive d’ouvriers pour le chantier du grand canal d'Alsace: l'usine hydroélectrique et des deux écluses (situées sur la commune) ont été mises en service en 1961.

## Économie
- Faurecia, équipementier automobile (Groupe PSA).
- Depuis 1996, Syral SAS (groupe Tereos) : 13 années[Quand ?] de production du bioéthanol, 10 années[Quand ?] de production de sucres liquides[style à revoir].
- Barrage hydroélectrique de Marckolsheim

Bérangère Abba annonce que les barrages de Rhinau et Marckolsheim seront équipés de passes à poisson, pour assurer la continuité écologique du Rhin.

## Culture locale et patrimoine

### Lieux et monuments
- Église Saint-Georges[32].

L'église Saint-Georges fut d'abord dédiée à Marie, puis à partir de 1445 elle est placée sous le vocable de saint Georges. À l'origine, une statue ornait le fronton de l'église ; elle fut transférée dans la cour de la maison des œuvres catholiques puis installée de nouveau sur la place de l'église, réaménagée en 1983, puis au-dessus de l'entrée principale de l'église en 1993.
L'église a été détruite pendant la Seconde Guerre mondiale et une nouvelle église construite.
C'est dans l'église de Marckolsheim qu'a été installée en 1813 la première horloge d'édifice de Jean-Baptiste Schwilgué. Cette horloge a été détruite en même temps que l'église.
Une statue dans l'église figurant la Vierge à l'Enfant est inscrite à titre d'objet.

### Galerie

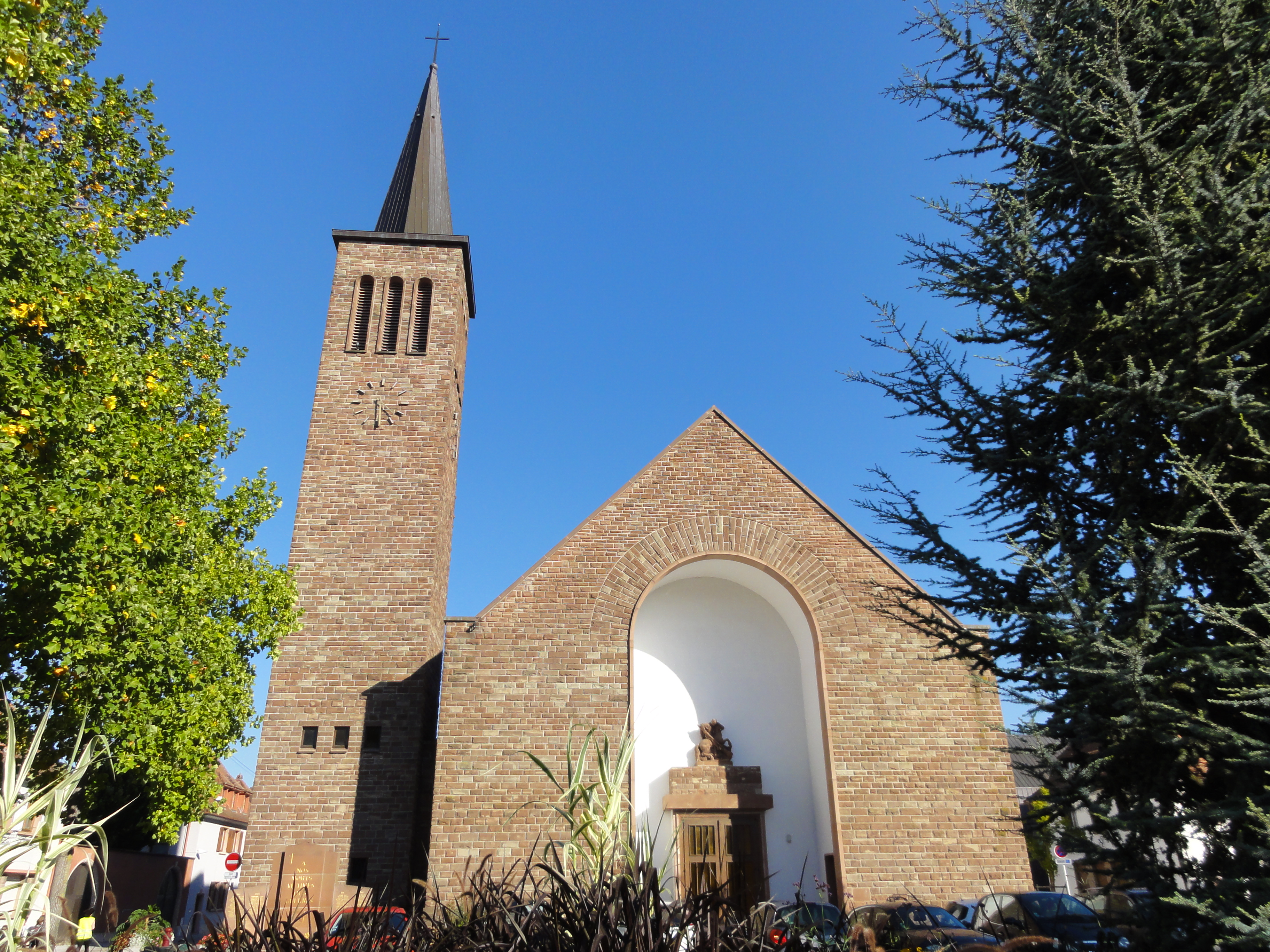
Église Saint-Georges (1961).
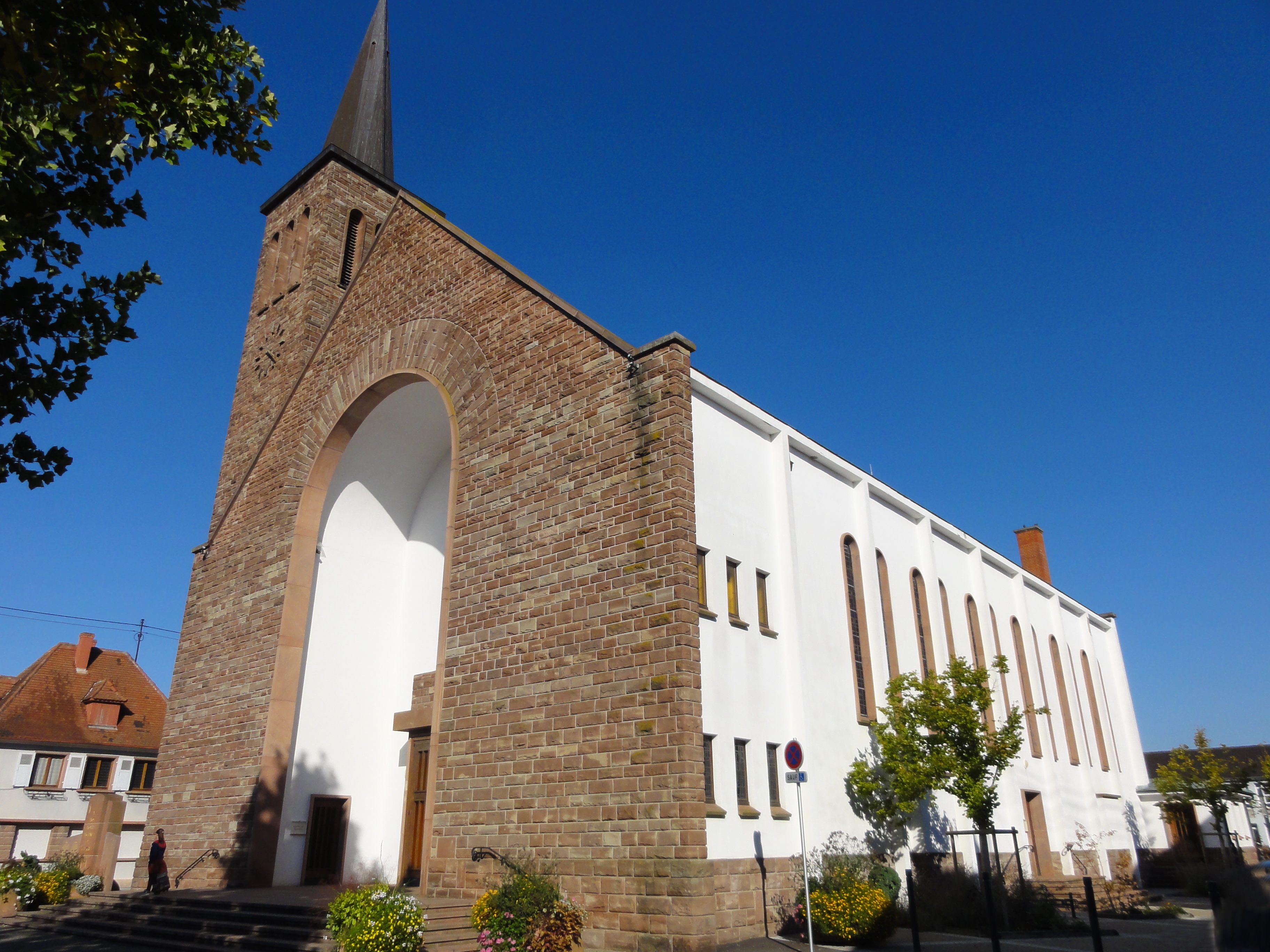
Église Saint-Georges (1961).
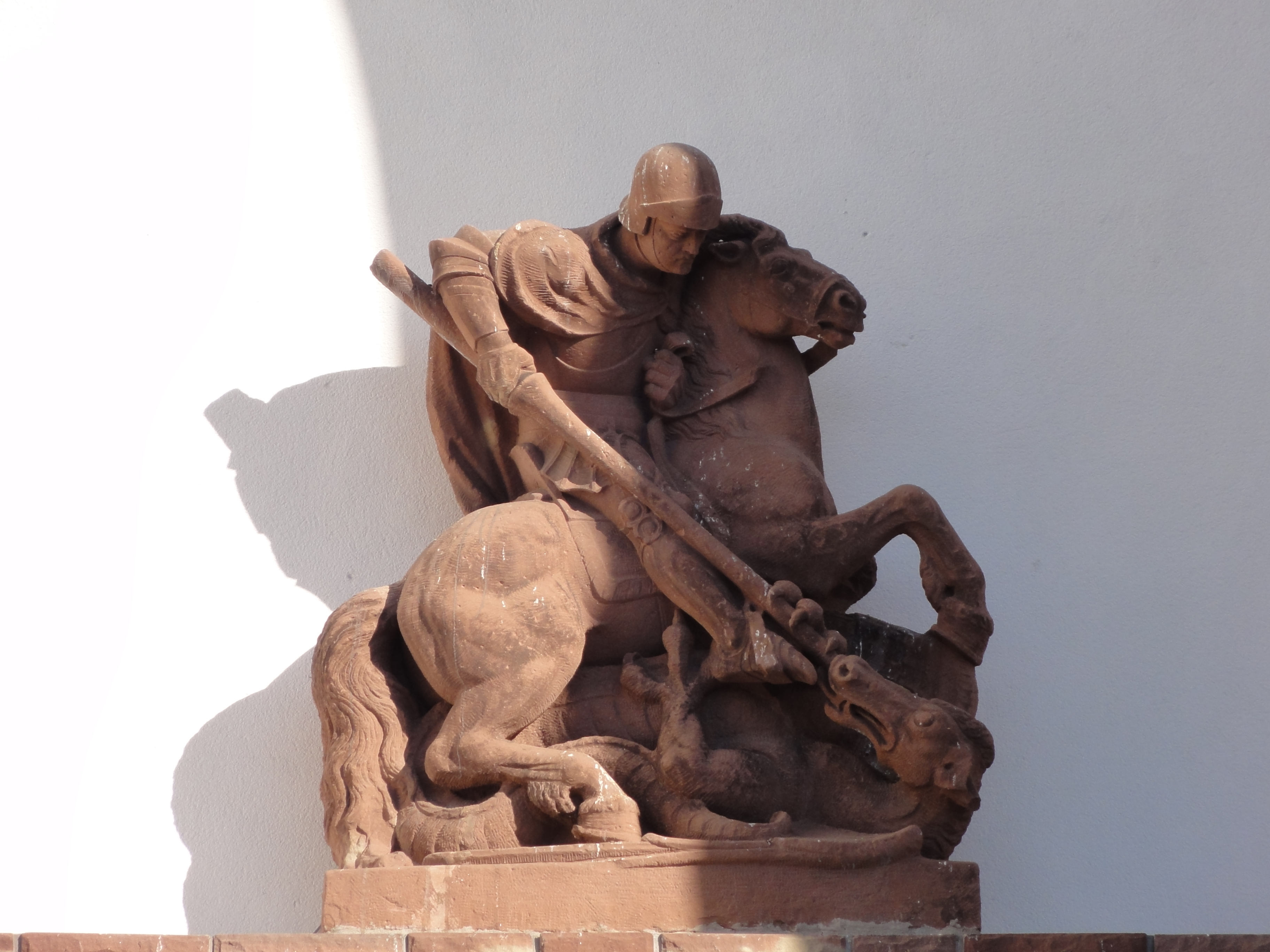
Statue de Saint-Georges.
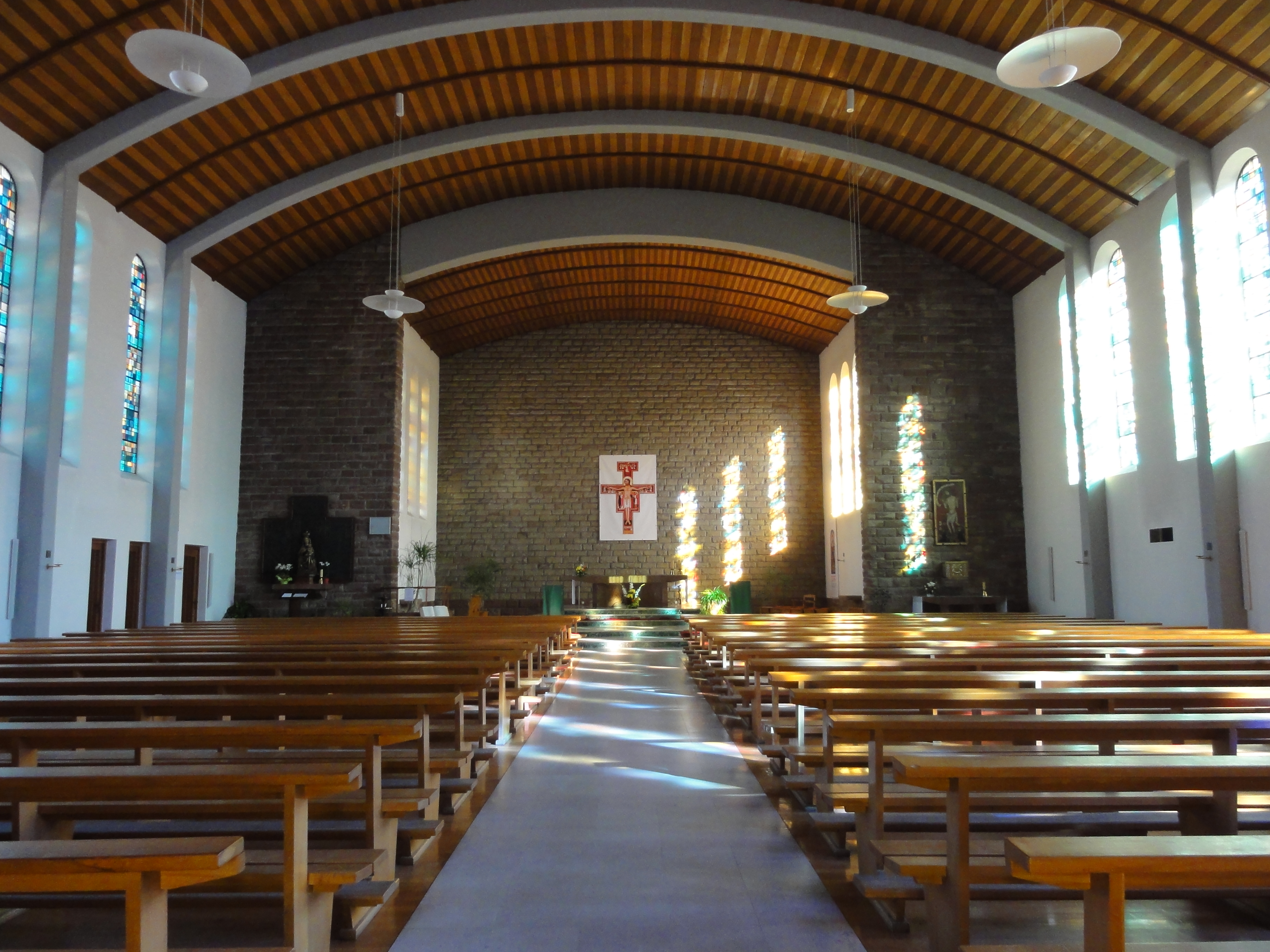
Vue intérieure de la nef.
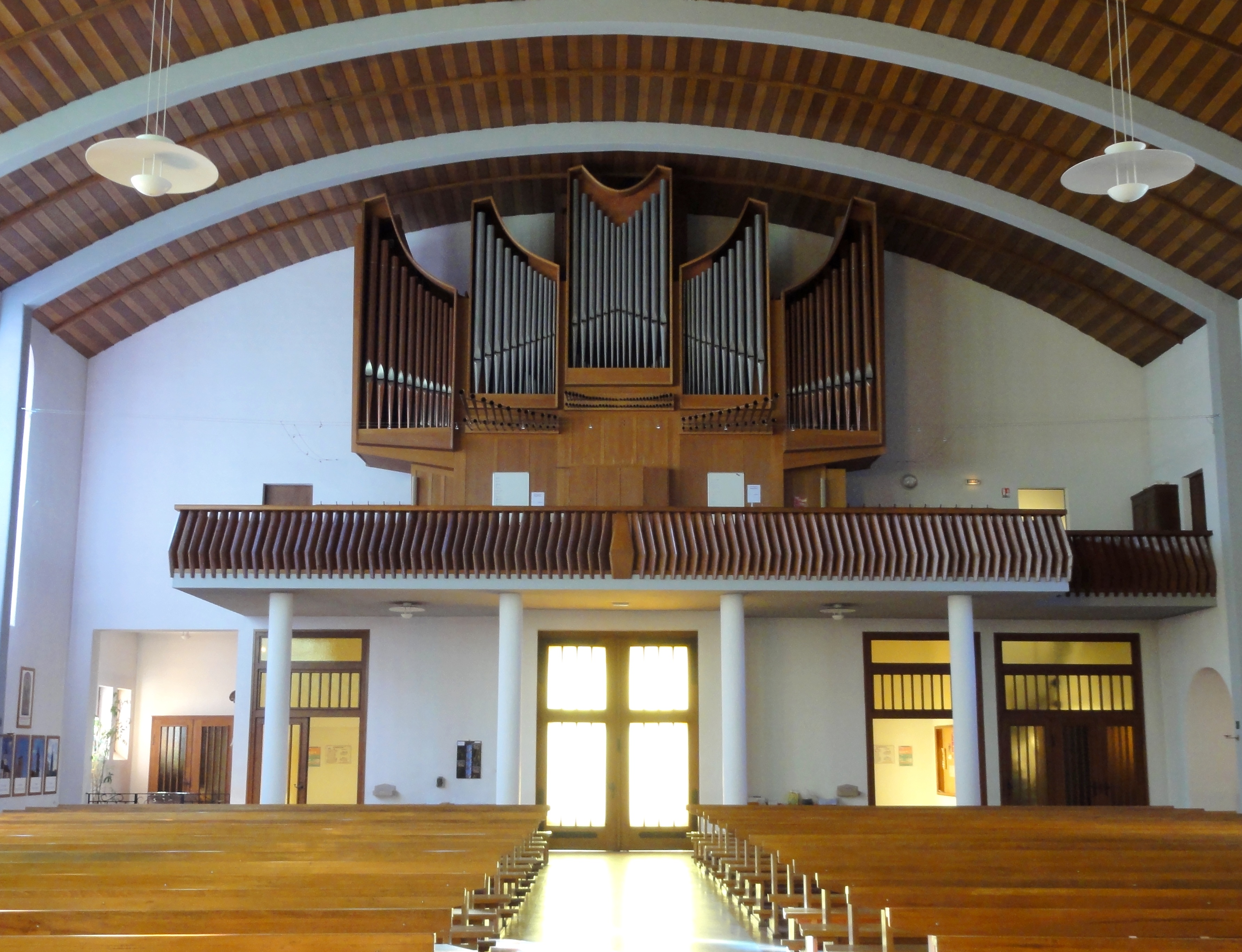
Vue intérieure de la nef vers la tribune de l'orgue Orgue Muhleisen-Walther (1965).
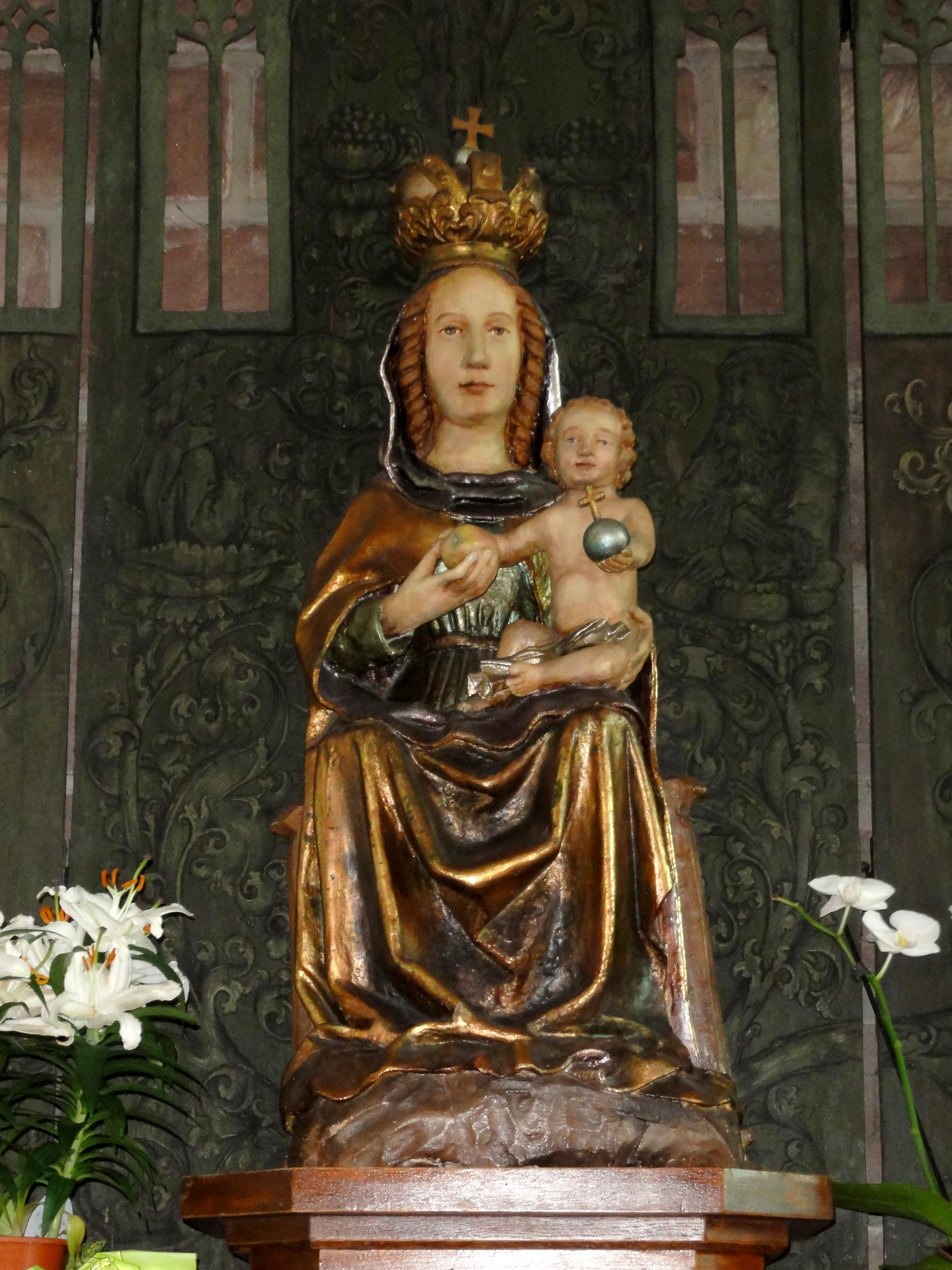
Vierge à l'enfant (XVe).
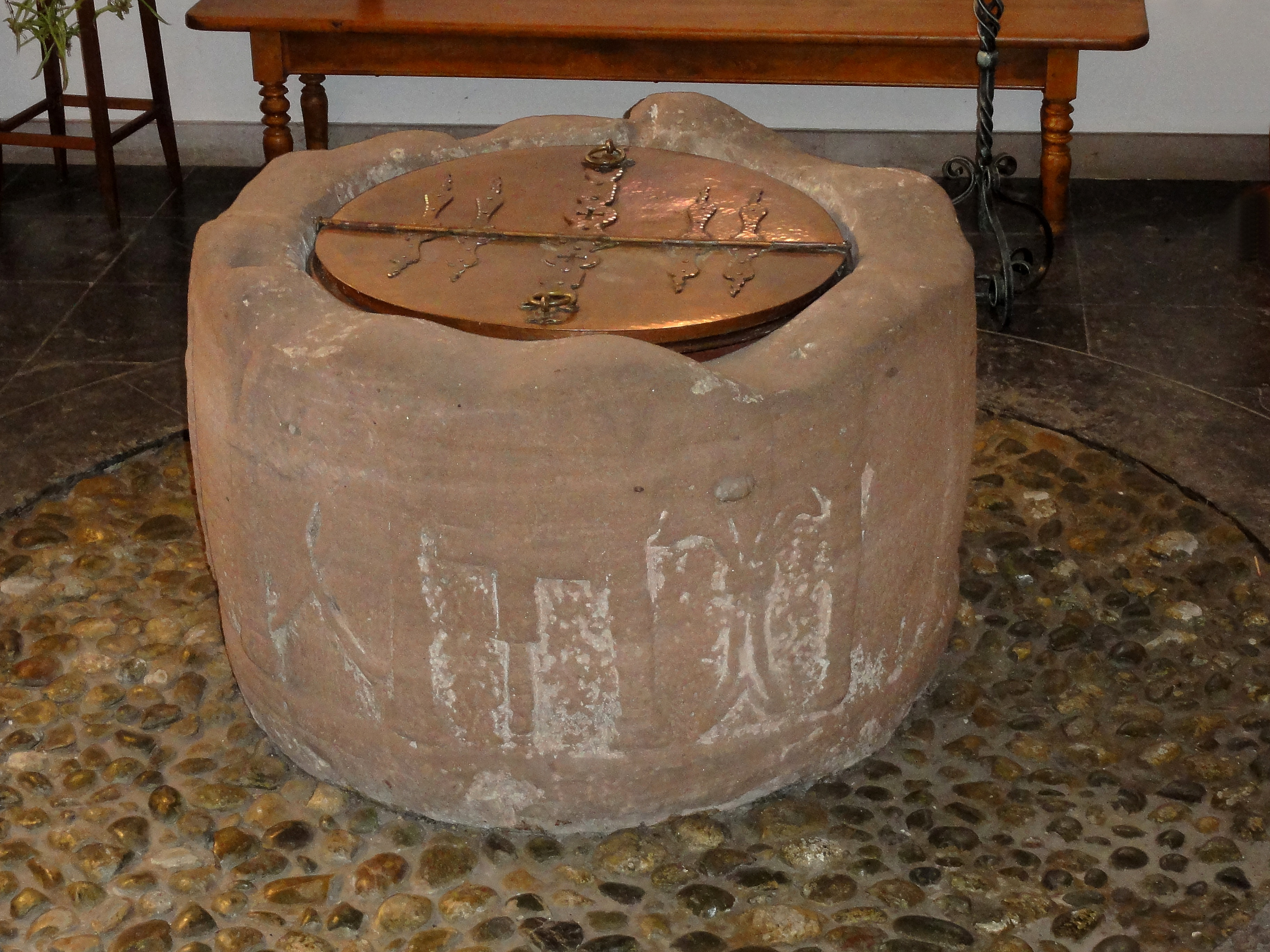
Fonts baptismaux romans (XIIe).

- Chapelle Saint-Grégoire[35].

La chapelle Saint Grégoire ou Mauchen se trouve sur un ancien site d'un village disparu aujourd’hui, Mauchenheim, qui comptait quelque 200 âmes en 777. Après avoir changé de main à plusieurs reprises, le village fut vendu à l'évêché de Strasbourg en 1325. Fin XIVe, début XVe siècle, les Ribeaupierre reçurent Mauchenheim en fief et le transmirent presque aussitôt à la famille noble des Reichenstein. Ces derniers sous-louèrent le village à Marckolsheim.
Les guerres de Cent Ans et de Trente Ans, la peste noire de 1348, la famine en 1368, les inondations du Rhin en 1422 et les pillages des Armagnacs en 1445] mirent le village à dure épreuve.
Le village fut intégré définitivement à Marckolsheim en 1789. Les fouilles de 1972 à 1974 permirent de mettre au jour les vestiges d'une ancienne route romaine et d'un ossuaire. La chapelle, dernier témoignage de ce village, fut probablement édifiée en 1246 à la fin de l'époque romane ; l'élégant clocheton en grès rouge date du XVIIe siècle. Des fresques remarquables du XIIIe siècle détruites lors de la restauration de 1952 il ne reste aujourd'hui qu'une réplique au-dessus de la porte d'entrée qui a pu être reconstituée grâce aux relevés de l'abbé Walter en 1907.
De l'époque du village de Mauchenheim devenue aujourd'hui le lieu-dit du Mauchen, la chapelle Saint-Grégoire est restée le dernier témoin.
- Fossé du Stadtgraben.

Fossé en eau, le Stadtgraben est un vestige des fortifications édifiées à partir de 1330. On entrait dans la ville grâce à deux portes surmontées d’une tour : la porte de Strasbourg au nord et la porte de Brisach au sud. Les murs sont en partie détruits en 1637 et les fortifications sont complètement rasées vers 1835.
- Maison du XVIe siècle, en pan de bois, située 6 rue de l'Hôtel-de-Ville[36].
- Hôtel de ville (1845)[37].
- Moulin Walter (XVIIIe siècle)[38].

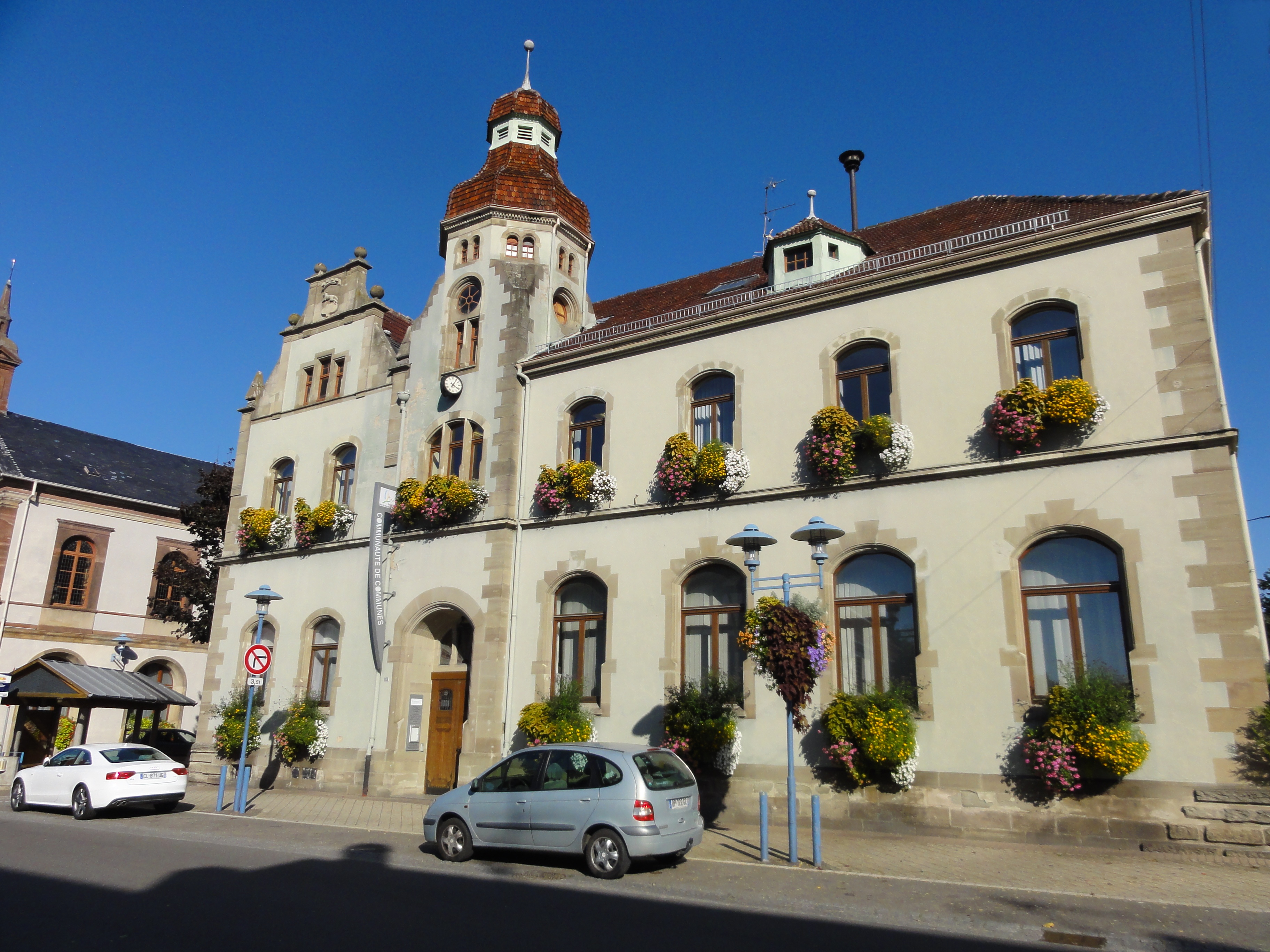
Mairie (1905), actuellement bâtiment de la communauté de communes du Ried de Marckolsheim.
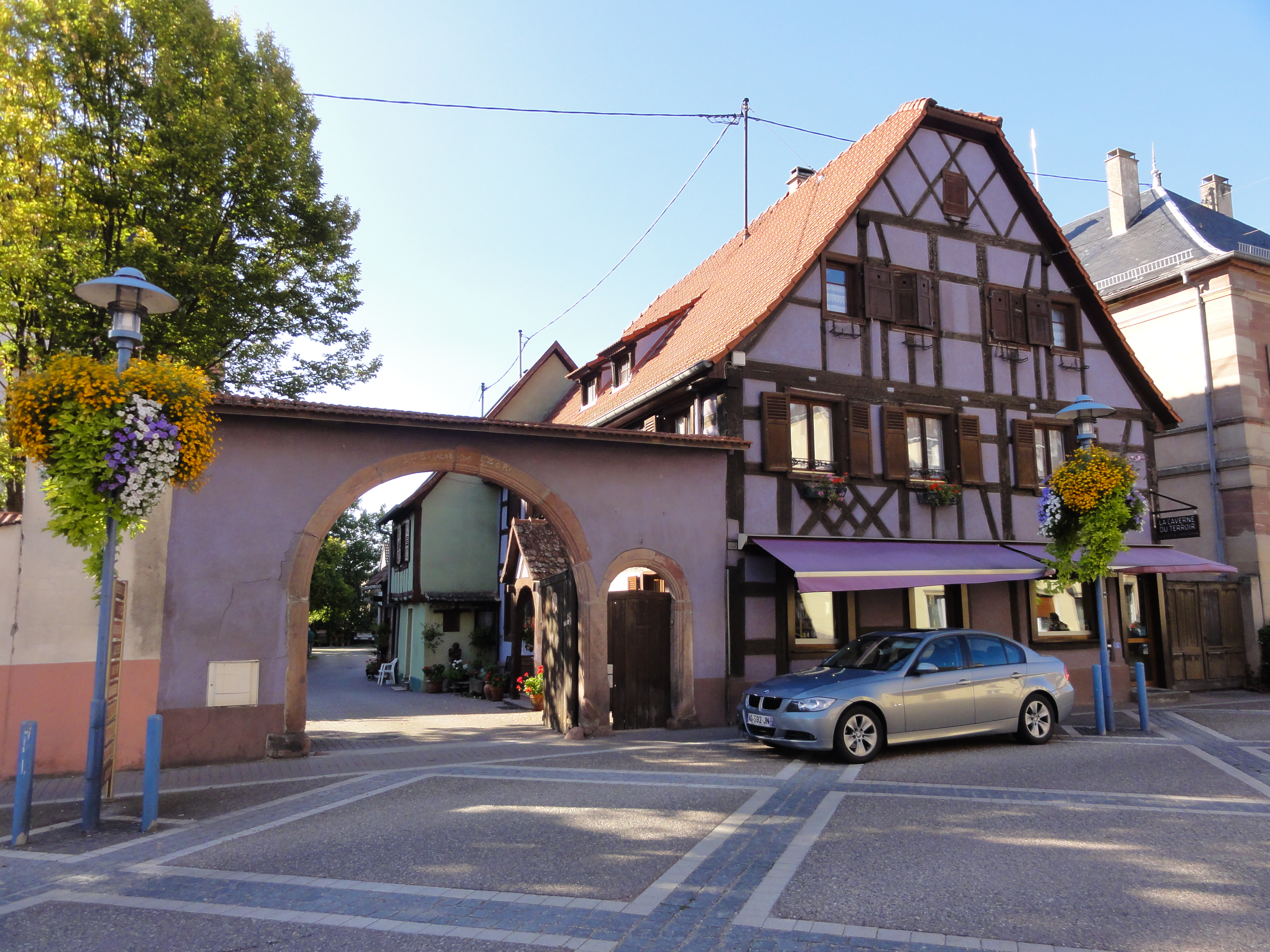
Ferme (1608), 25 rue du Maréchal-Foch.
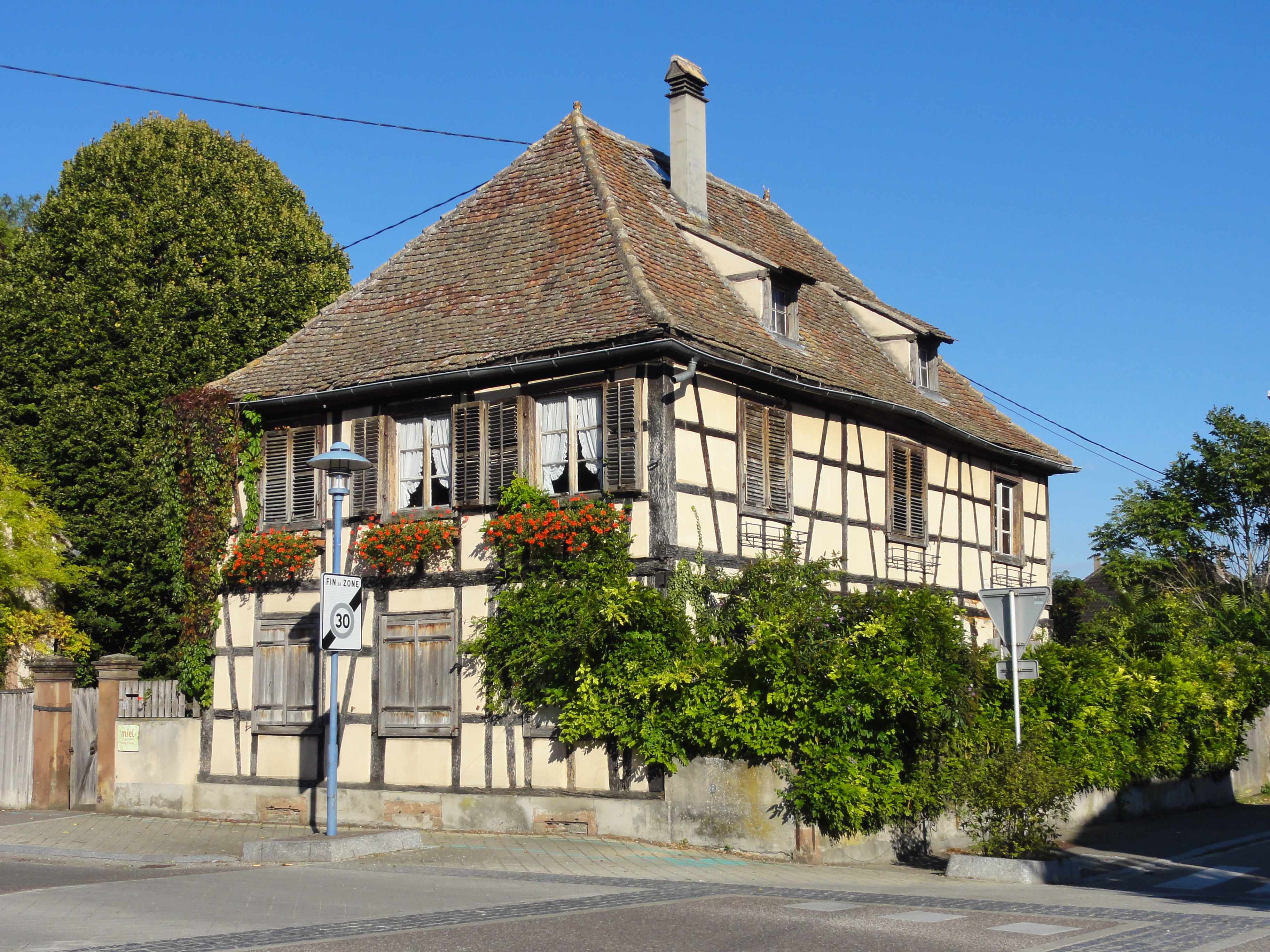
Ferme (XVIIIe-XIXe), 30 rue Clemenceau.
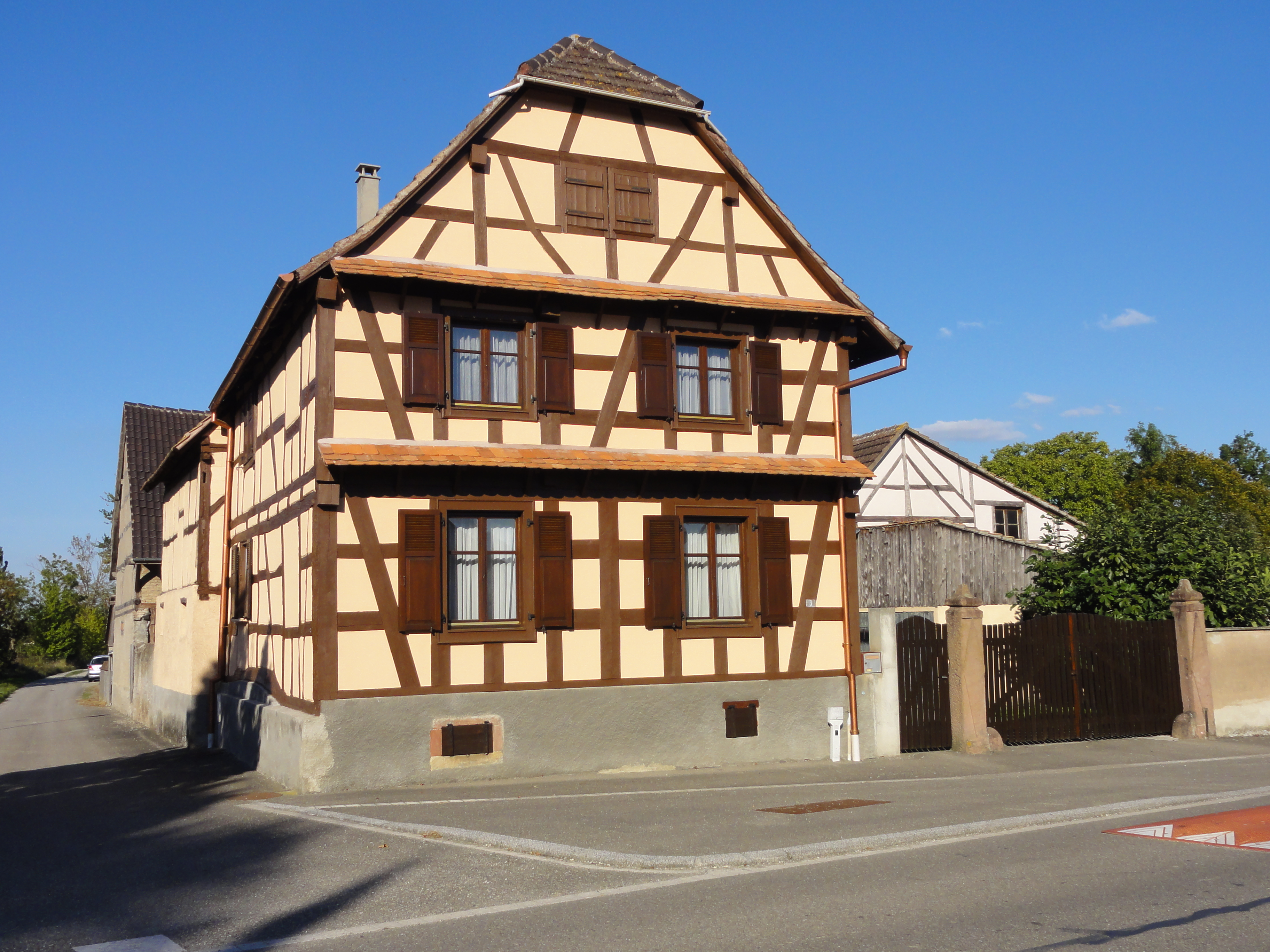
Ferme (XIXe), 3 rue du Lavoir.
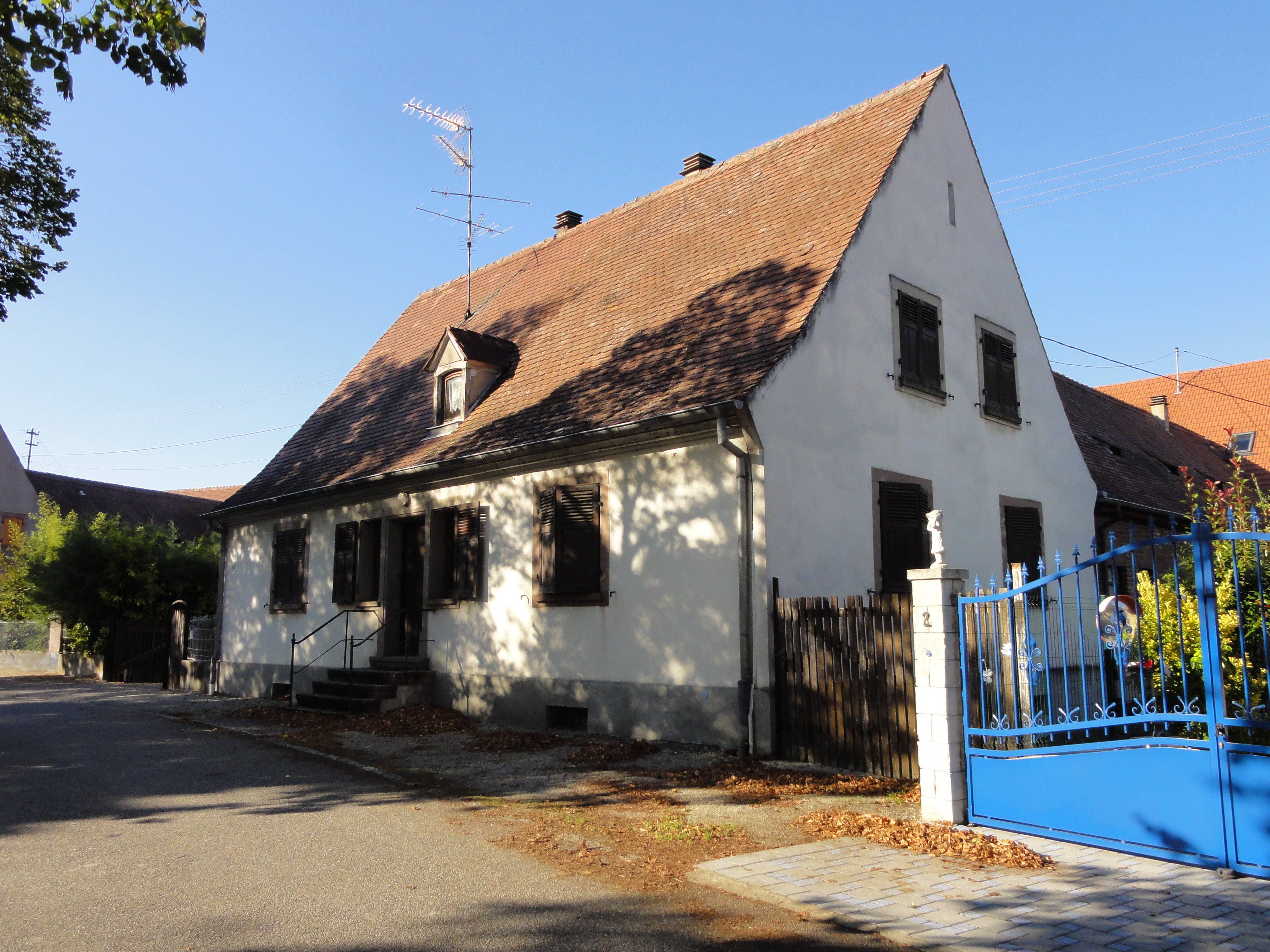
Maison de la cité paysanne (1941).

### Autres lieux
- Mémorial de la ligne Maginot ; casemate 35-3 (musée).
- La centrale EDF et les écluses.

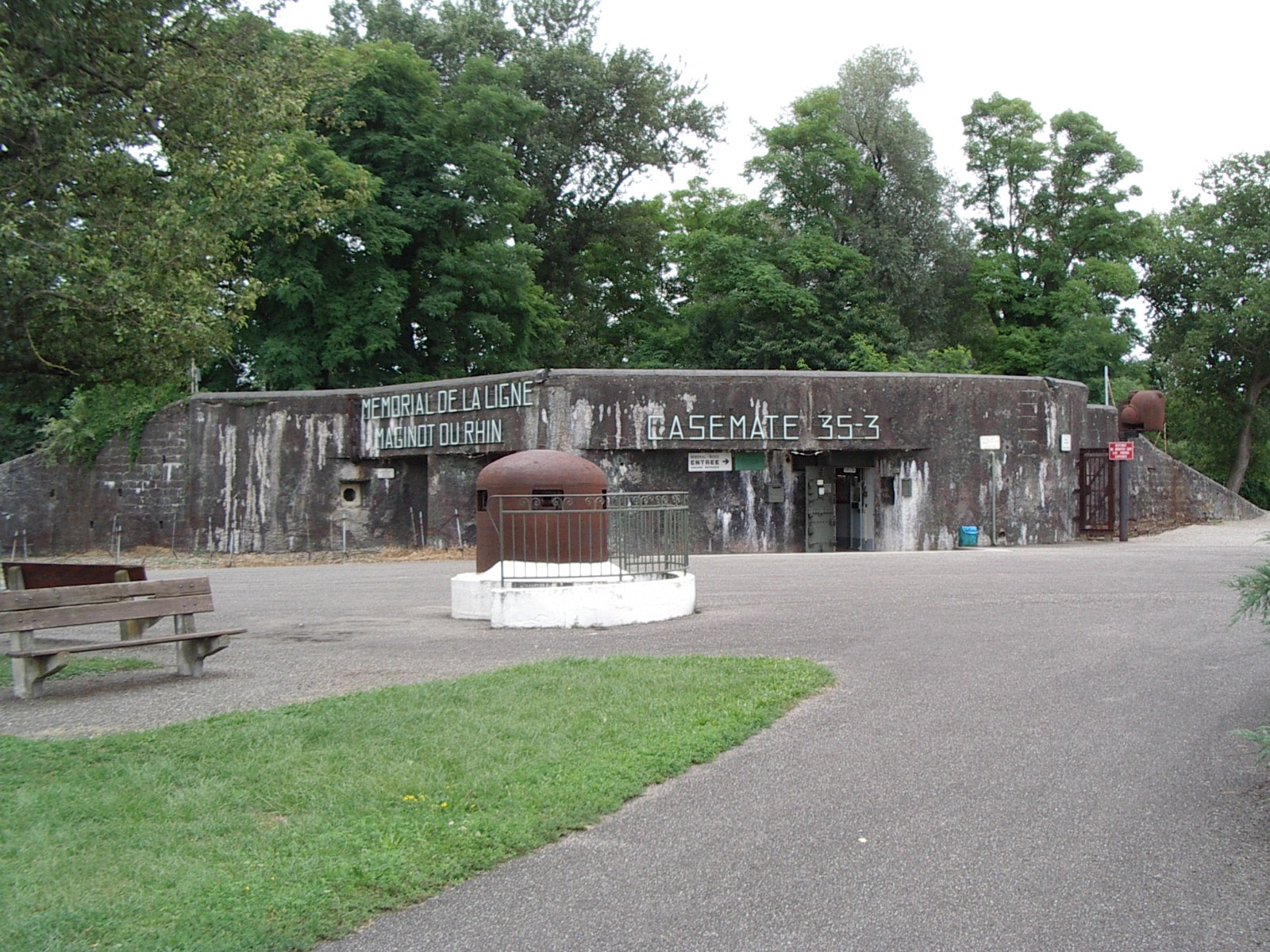
Casemate 35-3 de la ligne Maginot.
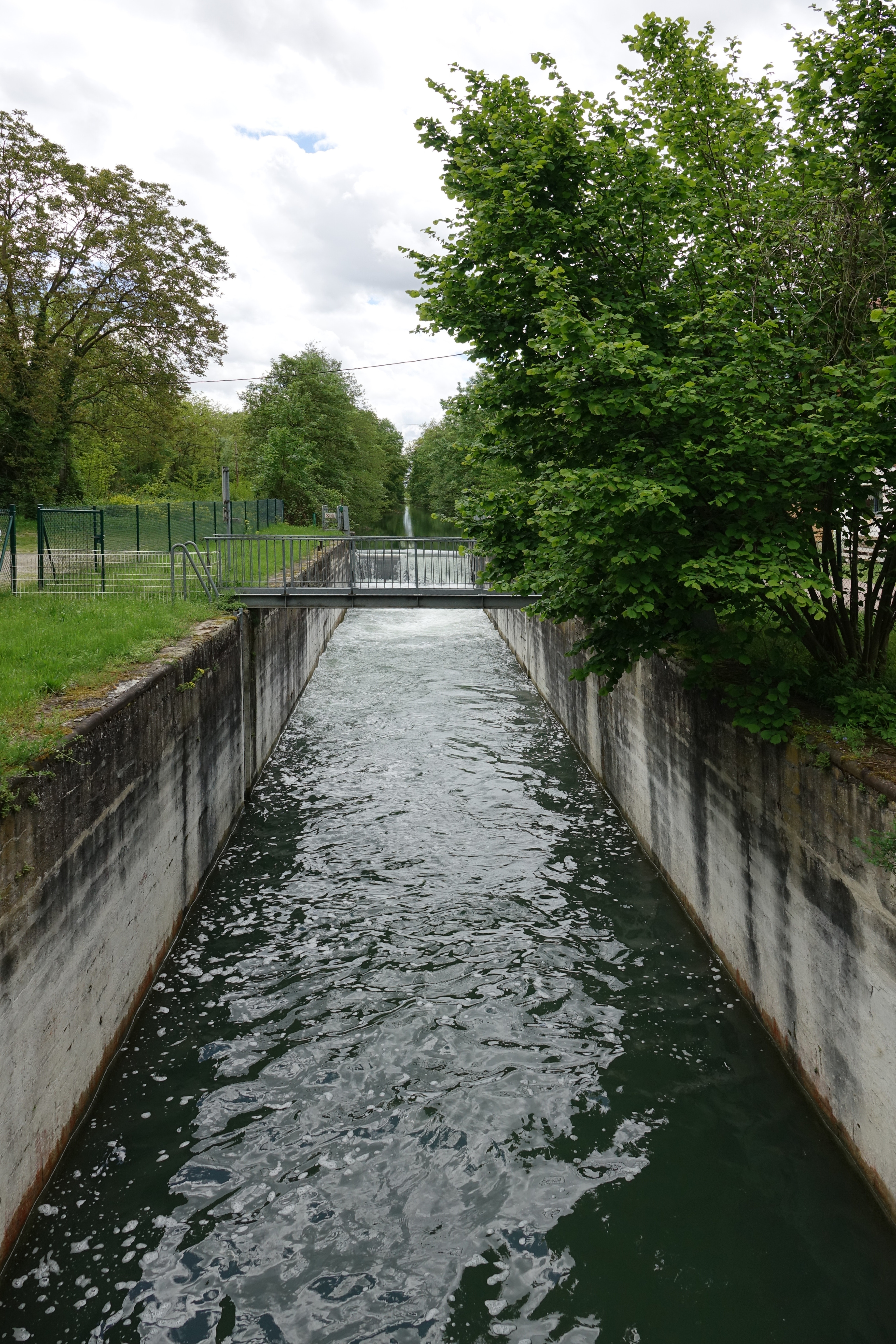
Écluse 65 - côté amont.
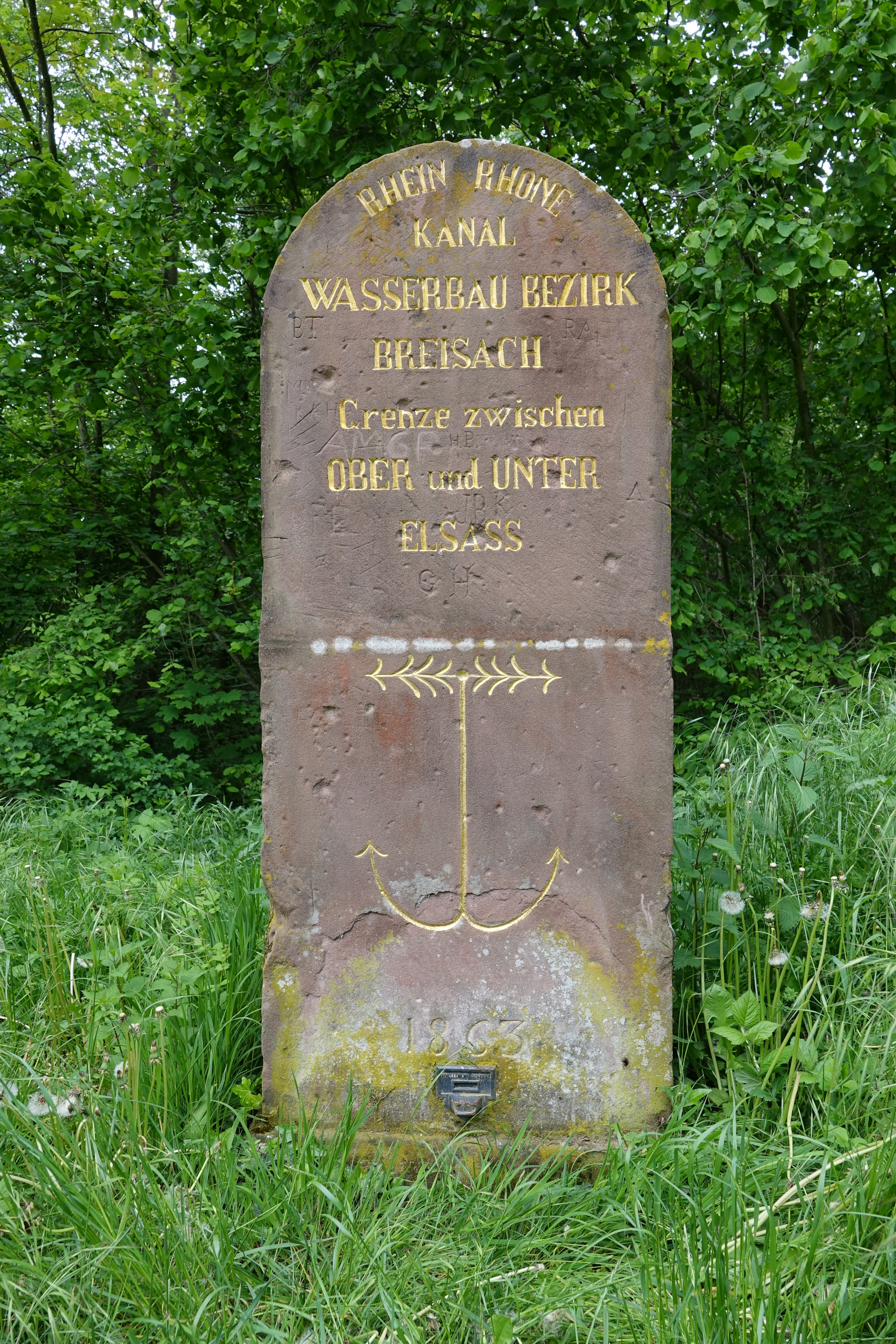
Borne frontière entre le Bas-Rhin et le Haut-Rhin (France).

### Personnalités liées à la commune
- Paul Alexandre Victor Kolb (1843-1932), général né à Marckolsheim[39] ;
- Joseph Walter  (1881-1952), chanoine et érudit, y est né.
- François Xavier Jacob Freytag (1749-1817), général, commandant du département du Bas-Rhin y est né. Il fut nommé grand prévôt par Louis XVIII.

### Héraldique
| Blason de Marckolsheim | Blason  | D'argent au loup courant de sable.               |
| Blason de Marckolsheim | Détails | Le statut officiel du blason reste à déterminer. |